# José Filgueiras
José Joaquim Ramos Filgueiras (São Luís,20 de abril de 1928 - São Luís, 03 de novembro de 2011) foi um escritor, professor e desembargador do Tribunal de Justiça do Estado do Maranhão. Em 26 de junho de 1986 fora eleito para ocupar a cadeira 23 da Academia Maranhense de Letras, sucedendo ao antropólogo Manuel Nunes Pereira, e tendo sido empossado em 07 de agosto do mesmo ano, foi recebido pelo poeta José Chagas .
Foi professor da Faculdade de Administração da Universidade Estadual do Maranhão. 

## Biografia
Filho de Isac Joaquim Filgueiras e Marieta Perdigão Ramos Filgueiras, nasceu em São Luís a 20 de abril de 1928. Tornou-se Bacharel pela Faculdade de Direito de São Luís em dezembro de 1950. Foi promotor público entre os anos de 1952 e 1955, das Comarcas de Pastos Bons, Vitória do Mearim, Viana e Itapecuru-Mirim. Em 1965 foi promovido para a comarca de São Luís, quando assumiu a 7ª Vara Criminal da Capital. Foi também presidente do Tribunal de Justiça do Estado do Maranhão.
Faleceu em 03 de novembro de 2011 em decorrência de falência múltipla de órgãos. 

## Obras
- Caminhantes (1986)
- Pedra de Toque